# Siegerlandausstellung
Die Siegerlandausstellung (früher Siegerlandschau), kurz SILA war eine Regionalausstellung in Siegen.
Die Siegerlandausstellung ging 1996 aus der Siegerlandschau hervor, die zuvor 18-mal ausgerichtet wurde. Sie fand alle zwei Jahre auf dem Gelände der Siegerlandhalle statt. Vertreten waren zahlreiche Unternehmen aus dem Siegerland, dem Kreis Olpe, dem Wittgensteiner Land und Umgebung. Ursprünglich lag der Termin der Ausstellung 2004 um die Osterzeit. Nach Einsprüchen von Kirchenvertretern fand die Ausstellung wie in den Jahren zuvor Ende August statt. Die Besucherzahl lag bei ca. 50.000 - 55.000. Das Ausstellungsgelände wurde 2006 von 12.000 m² auf rund 10.000 m² verkleinert. Die 24. Auflage der Ausstellung im April 2006 besuchten nur noch rund 30.000. Vertreten waren ca. 200 Aussteller, der Regionalanteil betrug ca. 70 %.
2008 fand die Ausstellung in dieser Form zum letzten Mal statt.